# لیفان ایکس۸۰
لیفان ایکس۸۰ از محصولات گروه لیفان است که در کلاس خودرویی اس‌یووی قرار دارد. این خودرو اوایل سال ۲۰۱۶ میلادی وارد بازار چین شد.

## امکانات
- فرمان چند حالته
- قابلیت تنظیم ارتفاع و عمق فرمان (تلسکوپی)
- کامپیوتر داخلی
- سیستم صوتی و سرگرمی
- صفحه نمایشگر لمسی
- سیستم مسیریاب ماهواره ای
- سیستم تهویه مطبوع اتوماتیک
- آینه‌های جانبی تاشونده برقی
- چراغ‌های راهنما LED روی آینه‌های جانبی
- چراغ‌های روز (دی لایت) LED
- ایربگ
- گرم کن صندلی جلو
- سانروف برقی
- قفل مرکزی
- سیستم ضد سرقت[۱][۲][۳]